# Ивица Илиев
Ивица Илиев (Београд, 27. октобар 1979) је бивши српски фудбалер. Играо је на позицији нападача

## Клупска каријера
Илиев је почео да тренира фудбал у Раду одакле је још у млађим категоријама прешао у Партизан. Дебитовао је за први тим Партизана у сезони 1997/98. код тренера Љубише Тумбаковића. У наредној 1998/99. сезони је постигао и прве голове за клуб, од којих је један био Лацију у другом колу Купа победника купова. Од сезоне 1999/00. је почео да добија све већу минутажу а по одласку Матеје Кежмана 2000. године постаје и стандардан у првих 11, играјући тада у нападачком тандему са Андријом Делибашићем. Био је и део генерације која је изборила пласман у групну фазу Лиге шампиона у сезони 2003/04. Партизан је тада у последњој рунди квалификација елиминисао Њукасл јунајтед а Илиев је био стрелац јединог гола на гостовању на Сент Џејмс парку, након чега се отишло у продужетке а потом и у извођење једанаестераца у којима је београдски клуб био бољи.
Илиев је током првог мандата у Партизану три пута био првак државе (1999, 2002, 2003), а 2001. је освојио и национални Куп.
У јулу 2004. је потписао уговор са тада новим италијанским прволигашем Месином. Током такмичарске 2004/05. у Серији А, у којој је Месина заузела 7. место, Илиев је наступио на 29 утакмица, уз један постигнут гол. У наредној сезони је имао мању минутажу па је у јануару 2006. прослеђен на позајмицу у тадашњег трећелигаша Ђенову, са којом је на крају сезоне изборио пласман у Серију Б. Вратио се затим у Месину са којом је на крају сезоне 2006/07. заузео последње место на табели Серије А.
Након три године у Италији, Илиев се лета 2007. преселио у Грчку и потписао за ПАОК из Солуна. Провео је једну сезону у ПАОК-у, током које је постигао само један гол. У августу 2008. је потписао за немачког бундеслигаша Енерги Котбус. Током сезоне 2008/09. је постигао три гола у Бундеслиги, на 27 одиграних утакмица. Клуб је у тој сезони испао у други ранг такмичења. У августу 2009. је потписао за Макаби из Тел Авива. У израелском клубу је провео такмичарску 2009/10, с тим што се у јануару 2010. повредио након чега није играо до краја сезоне.
У јулу 2010. се вратио у Партизан, потписавши једногодишњи уговор. Са клубом је изборио пласман у групну фазу Лиге шампиона за сезону 2010/11. Поред тога освојио је и дуплу круну. Са 13 постигнутих голова, Илиев и Андрија Калуђеровић су поделили прво место на листи стрелаца Суперлиге Србије за сезону 2010/11.
У јуну 2011. године потписао је уговор са Вислом из Кракова. Две године је наступао за пољски клуб након чега је завршио играчку каријеру.

## Репрезентација
Илиев је за сениорску репрезентацију Србије и Црне Горе наступио на две утакмице и постигао један гол.  Дебитовао је током селекторског мандата Дејана Савићевића, 30. априла 2003. на пријатељској утакмици са Немачком у Бремену (0:1). Ушао је на терен у 84. минуту уместо Горана Тробока. Други наступ је забележио код селектора Илије Петковића, 16. новембра 2003. на пријатељској утакмици са Пољском (3:4) у Плоцку. Ушао је на терен у 70. минуту уместо Саве Милошевића након чега је у 87. минуту постигао гол и ублажио пораз селекције СЦГ.
Голови за репрезентацију
| #  | Датум              | Место         | Противник | Гол | Резултат | Такмичење       |
| -- | ------------------ | ------------- | --------- | --- | -------- | --------------- |
| 1. | 16. новембар 2003. | Плоцк, Пољска | Пољска    | 4:3 | 4:3      | пријатељски меч |

## Успеси

### Клупски
Партизан
- Прва лига СР Југославије : 1998/99, 2001/02, 2002/03.
- Куп СР Југославије: 2000/01.
- Суперлига Србије: 2010/11.
- Куп Србије: 2010/11.

### Индивидуални
- Прво место на листи стрелаца Суперлиге Србије: 2010/11.
- Идеални тим Суперлиге Србије: 2010/11.